# Anti Restió (tribú)
Anti Restió (en llatí Antius Restio) va ser un magistrat romà, segurament tribú de la plebs, que va viure al segle i aC, autor de la llei Antia sumptuaria que porta el seu nom. Aquesta llei impedia als magistrats electes menjar fora de casa excepte a les cases de certes persones. La llei va ser molt poc observada.
Anti presumia de no haver menjat mai fora de casa segons deia per no veure la seva pròpia llei violada. La data exacta de la llei no es coneix, però era posterior a la llei sumptuària del 78 aC del cònsol Emili Lèpid anomenada Aemilia cibaria.